# 韦雷达
韦雷达是巴西巴伊亚州的一个市镇。总面积828.7平方公里，总人口6700人，人口密度8.1人/平方公里。